# Operação Disfarces de Mamom
Disfarces de Mamom foi uma operação da Polícia Federal do Brasil deflagrada em maio de 2019. O alvo da operação foi o Banco Paulista. Foi a 61ª Fase da Operação Lava Jato, que investigou lavagem de dinheiro pela instituição financeira.
O banco foi citado no acordo de colaboração premiada de Fernando Migliaccio, ex-executivo da Odebrecht responsável pelo setor de departamento de propina da empreiteira.
Segundo as investigações, entre 2009 e 2015, 48 milhões de reais foram lavados por meio da celebração de contratos falsos com o banco. De acordo com a Procuradoria, as companhias emitiam notas fiscais em numeração sequencial e não tinham funcionários. Além disso, a apuração verificou a inexistência e incompatibilidade das sedes das empresas.
O executivo do banco Paulo Barreto utilizava o codinome "Lance" no sistema de comunicação criptografado da empreiteira. Tarcísio Rodrigues e Gerson Luiz assinaram, durante quatro anos, contratos falsos celebrados com com as empresas dos sócios do Meinl Bank Ltd. (Antígua), utilizados para lastrear os pagamentos.

## Investigação
Durante apuração pelo Banco Central do Brasil em 2017, o Banco Paulista foi requerido a prestar esclarecimentos sobre os contratos fictícios, e alegou que os pagamentos seriam ligados a remunerações pela apresentação e estruturação do produto "Importação de Moeda Nacional", além de comissões sobre valores importado, porém a explicação não estava embasada em documentos formais que comprovassem a aprovação, cálculos dos pagamentos e contato com os envolvidos, o que reforçou a afirmação dos sócios das empresas recebedoras dos valores no sentido de que nunca prestaram serviço ao banco.

## Prisões
Durante a operação da PF, três mandados de prisão preventiva foram cumpridos. Os três eram executivos da instituição, Paulo Cesar Haenel Pereira Barreto, Tarcísio Rodrigues Joaquim e Gerson Luiz Mendes de Brito.